# Pop Buell

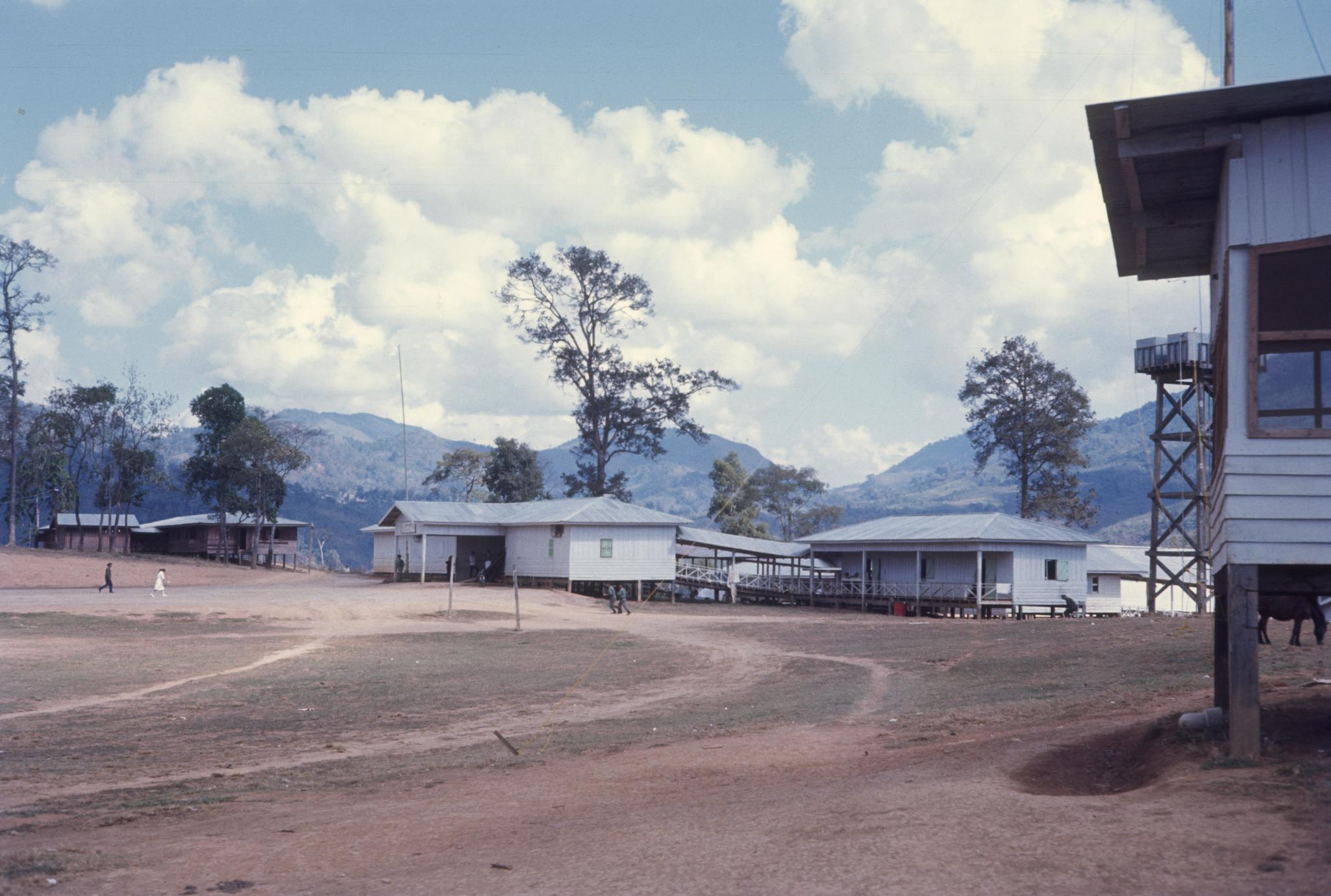
Krankenhaus in Sam Thong. In Sam Thong befand sich das regionale Hauptquartier der USAID

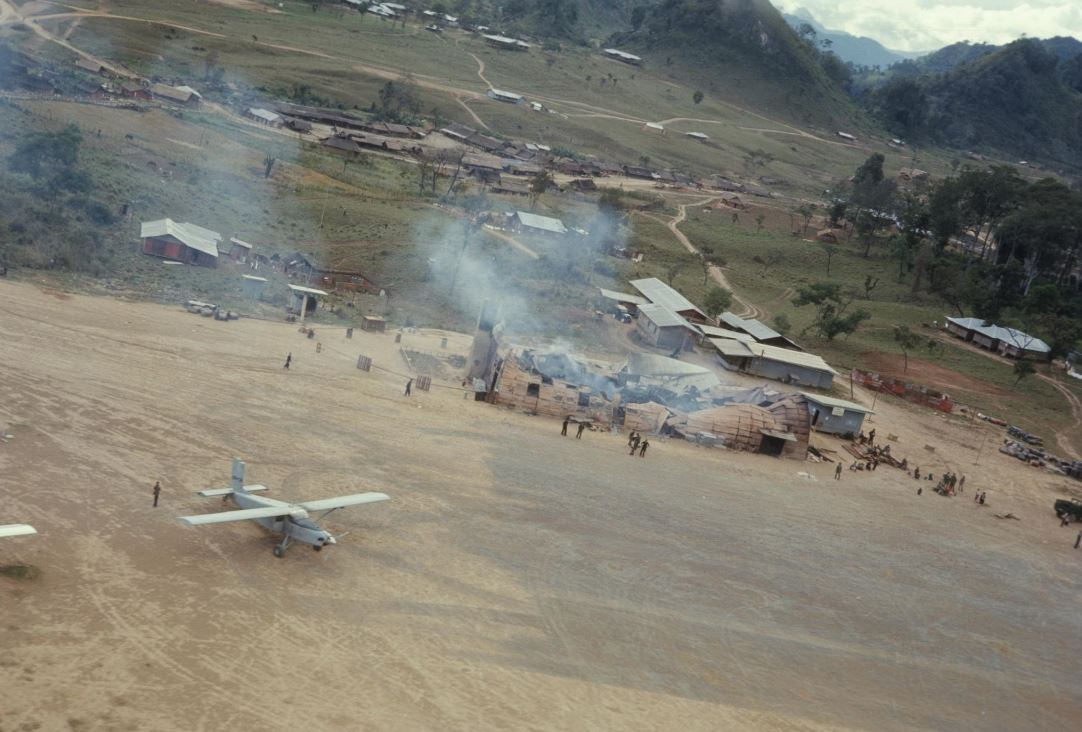
Flugpiste von Sam Thong (LS20)

Pop Buell (* 26. April 1913; † 30. Dezember 1980 in Manila, Philippinen) war ein US-amerikanischer Landwirt. Nach seiner Pensionierung mit 47 Jahren arbeitete er bei der Hilfsorganisation International Voluntary Services und später bei der amerikanischen Organisation USAID in Laos. Pop Buell war als Organisator der Flüchtlingshilfe der USAID im laotischen Bürgerkrieg einer der einflussreichsten Menschen im Land. Nach General Vang Pao war er eine der einflussreichsten Personen auf die vom CIA ausgebildeten, ausgerüsteten und finanzierten Hmong-Milizen, die die nordvietnamesischen Truppen und kommunistischen Einheiten in Nordost-Laos bekämpften. Der Historiker Alfred McCoy nannte ihn 1972 einen der drei einflussreichsten Amerikaner im geheimen Krieg in Laos. 1974 musste er seine Tätigkeit in Laos einstellen, da das Land von den kommunistischen Pathet Lao überrannt wurde.

## Leben
Pop Buell, eigentlich Edgar Buell lebte und arbeitete als Landwirt in Steuben County im US-Bundesstaat Indiana. Nach dem Tod seiner Frau gab er den Bauernhof auf und heuerte 1960 bei der US Hilfsorganisation International Voluntary Services als Landwirtschaftsberater an. Er wurde in Laos eingesetzt und sein erstes monatliches Gehalt betrug 56 Dollar im Monat. Sein Einsatzgebiet befand sich mehr als 130 Kilometer nördlich von der laotischen Hauptstadt Vientiane in den unzugänglichen, von Hmong bewohnten Bergen des nördlichen Laos. Nach den Militärputschen in den Jahren 1960 und 1961 wurden die meisten amerikanischen Mitarbeiter der Hilfsorganisationen aus dem Land abgezogen. Pop Buell blieb und wurde dadurch zum führenden Koordinator der Flüchtlingshilfe der USAID in Laos.
Nachdem 1962 von der internationalen Gemeinschaft beschlossen wurde, dass Laos im Vietnamkrieg neutral sei, musste das US Amerikanische Militär aus Laos nach Thailand abgezogen werden. Nur ein kleines Requirements Office der US-Streitkräfte verblieb in Vientiane. Die CIA baute eine schlagkräftige Miliz, bestehend aus 50.000 Soldaten in den nordöstlichen Bergen von Laos auf um gegen die nordvietnamesischen Truppen im Land und die Einheiten der laotische kommunistische Partei zu kämpfen. Die meisten Mitglieder dieser Miliz waren wie der Anführer General Vang Pao von der laotischen Minderheit der Hmong.
Da die Dörfer und Stützpunkte der Hmong sich in den höheren Regionen der unwegsamen Berge befanden musste die Versorgung der Bewohner durch Flugzeuge und Hubschrauber erfolgen. USAID vergab die Versorgung an private, aber vom CIA kontrollierte Fluggesellschaften wie Air America. Diese Hubschrauber und Flugzeuge beförderten nicht nur Hilfsmaterial und Lebensmittel, sondern auch Waffen und Munition an die Kämpfer. Auch übernahmen sie Erkundungsflüge und dienten als Forward Air Controller für Bomben Abwürfe für die amerikanische Luftwaffe. Auch die Verlegung von Truppen übernahmen die privaten Fluggesellschaften mit ihren Hubschraubern und Flugzeugen. Weitere Aufträge, welche die CIA und USAID an die Fluglinien vergaben, waren Medivac Missionen und der Transport von VIP. Auch SAR Missionen für das US-Militär wurden geflogen. Auch Kampfmissionen wurden durchgeführt. Das CIA errichtete zur Versorgung der Milizen den geheimen Militärflugplatz Long Tieng (LS98/LS20A). Pop Buell hatte seine Basis zuerst einige Kilometer entfernt in Sam Thong (LS20) wo sich ein amerikanisch finanziertes Krankenhaus mit Namen San Sook (Laotisch: ແສນສຸກ ausgesprochen Sän Suk) befand, später in Long Tieng direkt. Da die meisten Flüge im Auftrag und auf Rechnung der USAID unternommen wurden, befehligte er indirekt eine Luftwaffe mit mehreren Hundert Flugzeugen und Hubschrauber. Nach Aussagen des USAID Mitarbeiters Ernest C. Kuhn hatte Buell sämtliche Vollmachten des US-amerikanischen Botschafters William H. Sullivan in Vientiane, welcher die USAID und CIA Operationen in Laos steuerte.
Indirekt war Pop Buell auch im Drogenschmuggel beteiligt, da sich die Milizen auch durch die Opium und Heroin Produktion finanzierten. In der Hmong Kultur spielte Opium eine große Rolle, und Opium war eines der wenigen Landwirtschaftsprodukte, welche in den Bergen angebaut werden konnte. Die einzige Möglichkeit die Drogen zu transportieren waren Hubschrauber und STOL Flugzeuge. Von Pop Buell kontrollierte Hubschrauber und Flugzeuge brachten das Heroin von den Dörfern in den Bergen zum Militärflugplatz Long Tieng und außer Lande. Inwieweit Pop Buell, USAID oder die CIA an diesem Drogenschmuggel aktiv beteiligt waren, ist umstritten. Oftmals wurde das Opium ohne das Wissen der Piloten transportiert. In anderen Fällen die Aktivitäten der Hmong ignoriert. Das Vang Pao in diesen Schmuggel involviert war gilt unterdessen als erwiesen. Der Historiker Alfred McCoy vertrat die Ansicht das Pop Buell sehr wohl an der Produktion und am Handel von Opium beteiligt war. Auch vertrat McCoy die Ansicht das Pop Buell eine führende Rolle dabei einnahm.
Nach seiner Flucht aus Laos lebte er sein restliches Leben in Bangkok, Thailand. Er starb 1980 bei einem Besuch in Manila.